# Солаколу (Калараш)
Солаколу (рум. Solacolu) насеље је у Румунији у округу Калараш у општини Сарулешти. Oпштина се налази на надморској висини од 60 m.

## Становништво
Према подацима из 2002. године у насељу је живело 286 становника, од којих су сви румунске националности.